# Yin Ruoxin
Yin Ruoxin (xinès simplificat: 殷若昕) (1986 - ) és una guionista i directora de cinema xinesa.

## Biografia
Yin Ruoxin va néixer el 21 de novembre de 1986.Després de graduar-se en literatura i direcció a l'Acadèmia Central de Drama, Yin va treballar en diverses produccions de teatre i televisió.

#### Carrera cinematogràfica
El 2016 va començar a desenvolupar el guió del que després seria "Farewell my Lad "; originalment coneguda com 南方，有雾 (literalment, "Al sud, hi ha boira". ), i com White Sun en anglès, va ser coescrita amb You Xiaoying 游晓颖. La va rodar el 2020, abans de "My sister", protagonitzada per Zhang Zifeng i Zhang Youhao; va ser nominada al 23è Festival Internacional de Cinema de Shanghai i nominada al Festival Internacional de Cinema de l'illa de Hainan. "Farewell, My Lad" és la pel·lícula a la que Yin se sent més propera, en part perquè està connectada amb les seves experiències personals. En el seu tercer any a la Central Academy of Drama, una professora li va demanar a ella i als seus companys que aprofundessin en els seus propis records d'infància i les seves relacions amb les seves famílies. En una entrevista Yin va manifestar: "En aquell moment, vaig tenir una idea per a una història sobre un nen i una noia, però no em va satisfer fins al 2017, quan vaig tornar a recollir la idea, ja que tenia una idea més clara del que realment volia" "Alguns esdeveniments de les notícies també em van fer pensar en la influència que la família té en les persones i els seus amics de l'escola".
El 2021 es va estrenar la pel·lícula 我的姐姐 (My Sister o Sister) amb un gran èxit comercial amb una recaptació de 800 milions de iuans. Protagonitzada per l’actriu Zhang Zifeng i per l'actriu Zhu Yuanyuan guanyadora del premi a la millor actriu secundària en el 34th Golden Rooster Awards (Jinji Jiang) del 2021.  La pel·lícula va ser nominada en la secció de nous directors , als 15th Asian Film Awards i va guanyar el millor premi a la 16a edició i va obtenir el premi a la millor direcció en el Festival de Cinema de Changchun.
"My Sister" és la història d'An Ran (安然), una jove que es prepara per convertir-se en infermera, però el seu futur es veu sobtadament qüestionat per la mort dels seus pares en un accident de cotxe: deixen enrere un fill, el fill tan esperat que va ser mimat com un fill únic. An Ran va marxar de casa i va aconseguir pagar els estudis, però la seva família li demana que cuidi el seu germà petit. Descriu una situació normal en temps passats , però en l'època actual amb una societat evolucionada An Ran es rebel·la. Per millorar la sensació de realisme els actors van utilitzar el dialecte de Sichuan, (Sichaunés).
El 2021 Yin va participar amb altres directors en la direcció de la sèrie de televisió 导演 请指教.
El 2024 va dirigir 野孩子 (Stand By Me) protagonitzada per Wang Karry.